# NGC 970
NGC 970 (również PGC 9786) – galaktyka spiralna (S), znajdująca się w gwiazdozbiorze Trójkąta. Odkrył ją 14 września 1850 roku Bindon Stoney – asystent Williama Parsonsa. Tuż obok na niebie widoczna jest galaktyka J023410.7+325832, jednak nie wiadomo, czy istnieje między nimi związek fizyczny.